# 大全集 (MELLOW YELLOWのアルバム)
『大全集』（だいぜんしゅう）は、日本のヒップホップグループであるMELLOW YELLOWの初めてとなるベストアルバム。発売元は、ファイルレコード。

## 概要
- MELLOW YELLOW結成16年、ファーストアルバムから12年目にして初のベストアルバムである。同じくFUNKY GRAMMAR UNITに所属するRHYMESTERも2007年にベストアルバムをリリースしている。
- 漫画家のUJTによるイラストや漫画をコラボレーションしたブックレット付きである。また初回受注生産のみ特殊紙を使用したブックレットとなっている。
- 2007年10月6日に渋谷BOXXでリリース記念ワンマンライブが行われる予定である。

## 収録曲

### Disc1
1. TOP ROCK
初出：新曲
2. 地球ウォーカー 
初出：4thアルバム『地球ウォーカー』（2005年6月9日）
3. ON THE ROCK
初出：3rdアルバム『Funky Freaky Fresh』（2004年4月9日）
4. アースシェイカー
初出：4thアルバム『地球ウォーカー』（2005年6月9日）
5. F.F.F (Three F)
初出：3rdアルバム『Funky Freaky Fresh』（2004年4月9日）
6. クレイジークライマー
初出：2ndアルバム『クレイジークライマー』（2001年11月30日）
7. Summer in the City feat. 椎名純平
初出：4thアルバム『地球ウォーカー』（2005年6月9日）
8. 愛のダ・カーポ
初出：2ndアルバム『クレイジークライマー』（2001年11月30日）
9. SUPANOVA
初出：シングル「SUPANOVA」/3rdアルバム『Funky Freaky Fresh』（2004年4月9日）
10. BAD Combination
初出：4thアルバム『地球ウォーカー』（2005年6月9日）
11. NO QUESTION
初出：2ndアルバム『クレイジークライマー』（2001年11月30日）
12. ホームシック 
初出：4thアルバム『地球ウォーカー』（2005年6月9日）

### Disc2
1. Jingle Jam #12
初出：新曲
2. NITE BIRD feat. Mellow Yellow
初出：DJ TATSUTAアルバム『DYNAMITE』（2005年5月11日）
3. シエスタ
初出：新曲
4. Jingle Jam #13
初出：新曲
5. V.S.O.P part2
初出：12インチ『V.S.O.P Pt2』（1998年）
6. Pizza & Coke 
初出：1stアルバム『MELLOW YELLOW BABY』（1995年7月21日）
7. 大航海時代 
初出：12インチ『V.S.O.P Pt2』（1998年）
8. 産業革命
初出：12インチ『食わず嫌い』（1996年）
9. 食わず嫌い Remex
初出：12インチ『食わず嫌い』（1996年）
10. Jingle Jam #14
初出：新曲
11. 勝利の3本線 feat. Mellow Yellow 
初出:EAST ENDアルバム『Beginning of the Endless』（2003年）
12. 9Ball
初出:シングル「SUPANOVA」（2004年）
13. マルコ＝ポーロ  
初出:オムニバスアルバム『ユメザムライの詩集』（2003年）